# Muscicapa sethsmithi
El papamoscas patigualdo (Muscicapa sethsmithi) es una especie de ave paseriforme de la familia Muscicapidae propia de África Central. 